# Melanophrys flavipennis
Melanophrys flavipennis là một loài ruồi trong họ Tachinidae.